# دراسات فنیه فی قصص القرآن
دراسات فنیه فی قصص القرآن کتابی از محمود باستانی است که در سال ۱۳۶۶ منتشر و در مراسم کتاب سال جمهوری اسلامی ایران به‌عنوان کتاب برگزیده معرفی شد.